# 엘렌 알리엔

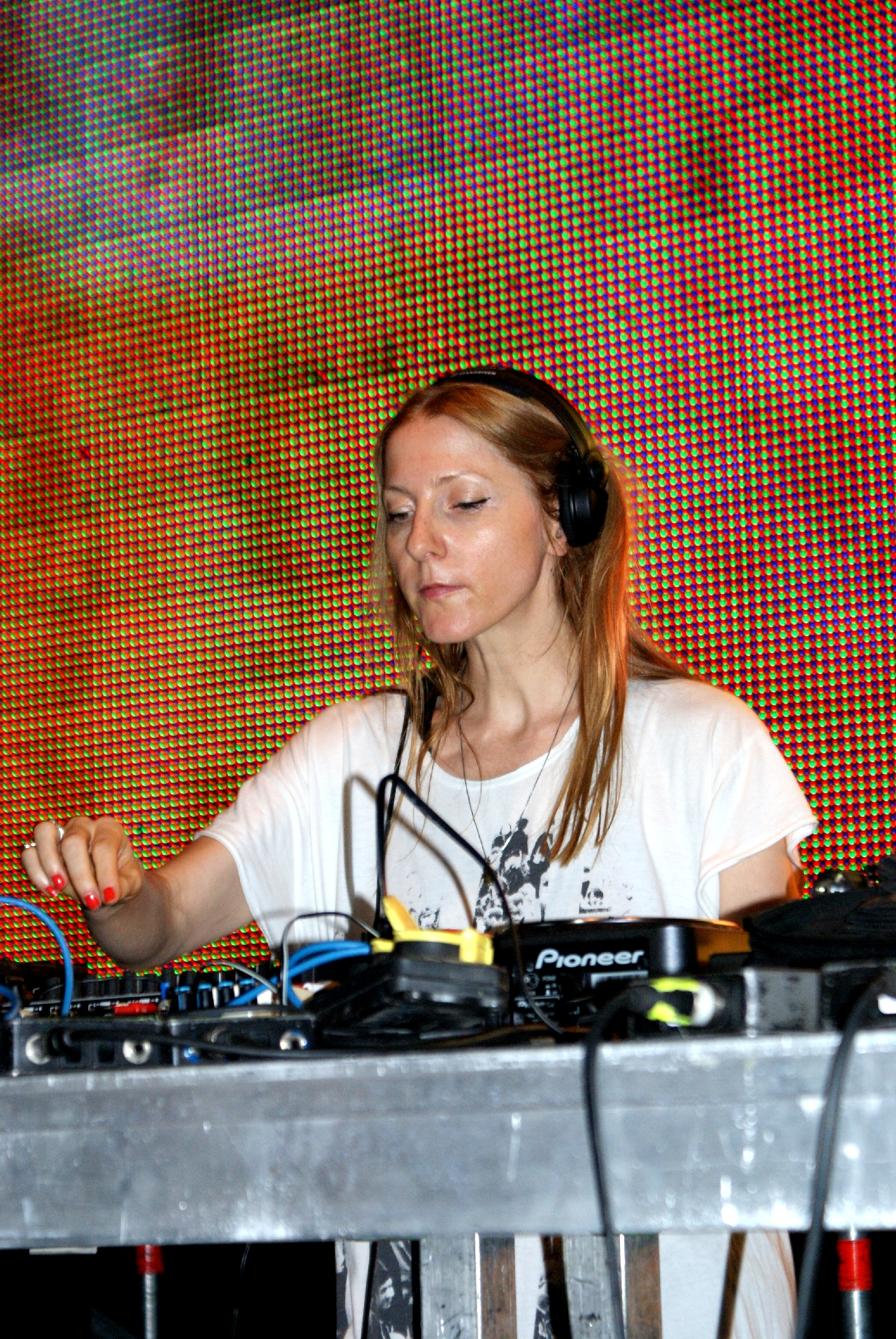

엘린 알리엔(Ellen Allien, 본명: Ellen Fraatz, 1968년 - )은 독일의 테크노 DJ이자 프로듀서이다. BPitch Control 레이블의 주인이다.

## 삶
베를린에서 태어났다. 1988년 런던에서 애시드 하우스를 발견하고, 1991년 베를린에서 가장 중요한 테크노 클럽인 Fischlabor에서 DJ로 일하기 시작했다. 이름을 알리기 시작하면서 1992년부터 전국에서 DJ로 일했다. 1994년 전자음악을 위한 라디오 방송을 진행했으며, 1999년 BPitch Control이라는 레이블을 설립했다.

## 음반
- 2001: Stadtkind
- 2003: Berlinette
- 2005: Thrills
- 2006: Orchestra of Bubbles
- 2008: Sool
- 2010: Dust